# Panasonic Lumix DMC-FZ5
De Panasonic Lumix DMC-FZ5 is een digitale camera met een 12x zoomobjectief. Hij kan aangesloten worden op een USB-poort. De camera weegt 326 gram.